# George Phipps
George Phipps (ur. 23 lipca 1819 w Londynie, zm. 3 kwietnia 1890 w Brighton) – brytyjski arystokrata, 2. markiz Normanby (lord Normanby), polityk i administrator kolonialny, członek Partii Liberalnej. Dwukrotny członek Izby Gmin, a później dziedziczny członek Izby Lordów. W latach 1858–1884 zajmował stanowiska gubernatorskie w koloniach brytyjskich w Kanadzie, Australii i Nowej Zelandii.

## Życiorys

### Pochodzenie i młodość
Pochodził z rodziny o bogatych tradycjach politycznych. Jego dziadkiem był 1. hrabia Mulgrave, zaś ojcem 1. markiz Normanby, dla którego był jedynym dzieckiem. W młodości służył w British Army. Opuścił wojsko jako oficer w stopniu porucznika. Zgodnie z powszechną wówczas praktyką brytyjskich rodzin arystokratycznych, od 1831 używał na zasadach grzecznościowych niższych tytułów swego ojca: początkowo wicehrabiego Normanby, a od 1838 hrabiego Mulgrave.

### Kariera polityczna
W 1847 został po raz pierwszy wybrany do Izby Gmin w barwach Partii Liberalnej. W 1851 opuścił parlament, lecz już rok później powrócił tam na kolejną, pięcioletnią kadencję. W latach 1851–1852 był kontrolerem Dworu Królewskiego. W 1853 został mianowany skarbnikiem Dworu Królewskiego i pozostawał na tym stanowisku przez pięć lat. W 1858 otrzymał swój pierwszy urząd w koloniach, którym było stanowisko gubernatora Nowej Szkocji. W 1863 powrócił do Anglii i jeszcze w tym samym roku odziedziczył po zmarłym ojcu tytuł markiza Normanby oraz miejsce w Izbie Lordów. W ciągu kolejnych trzech lat pozostawał aktywny w izbie wyższej parlamentu, a jednocześnie pełnił urzędy honorowe na dworze królewskim.

### Administrator kolonialny
W 1871 powrócił do służby kolonialnej jako gubernator Queenslandu. W 1874 został przeniesiony na stanowisko gubernatora Nowej Zelandii. Zwieńczeniem jego pracy na Antypodach był urząd gubernatora Wiktorii, który pełnił w latach 1879-1884.

### Emerytura i śmierć
W 1885, wkrótce po powrocie do Anglii, owdowiał, sam zresztą również miał coraz poważniejsze kłopoty zdrowotne. W latach 1887–1888 już jako osoba prywatna znów przebywał w Australii, gdzie na stałe postanowił osiedlić się jeden z jego synów. W 1888 osiadł w Brighton, gdzie przeżył jeszcze dwa lata. Zmarł w kwietniu 1890 w wieku 70 lat. Tytuł lordowski odziedziczył po nim jego najstarszy syn Constantine, znany odtąd jako 3. markiz Normanby.

## Odznaczenia
W 1877 otrzymał Order św. Michała i św. Jerzego najwyższej klasy Rycerz Wielkiego Krzyża. W 1885 uhonorowano go Orderem Łaźni, również najwyższej klasy Rycerz Wielkiego Krzyża.